# Angunnguaq Larsen
Angunnguaq Larsen (* 17. Januar 1976 in Nuuk) ist ein grönländischer Schauspieler und Musiker.

## Leben
Angunnguaq Larsen war Gitarrist der 2000 gegründeten grönländischen Rockband Chilly Friday, die 2007 aufgelöst wurde. Später wurde er als Leadgitarrist Mitglied der 2011 gegründeten Rockband Kimia.
Daneben ist er seit 2009 als Schauspieler tätig. Er spielte eine Hauptrolle im ersten grönländischen Spielfilm Nuummioq von 2009 und spielte bis 2011 in weiteren grönländischen und dänischen Filmen mit. 2010 hatte er eine Nebenrolle als grönländischer Regierungschef in der dänischen Fernsehserie Borgen inne. 2020 hatte er eine Hauptrolle in der dänischen Fernsehserie Thin Ice, wofür er für die Auszeichnung als bester Schauspieler des isländischen Edda Awards nominiert wurde. 2022 spielte er in der vierten Staffel von Borgen erneut den grönländischen Regierungschef.

## Filmografie
- 2009: Nuummioq
- 2009: Hinnarik Sinnattunilu
- 2010: Borgen – Gefährliche Seilschaften
- 2010: Eksperimentet
- 2011: Qaqqat Alanngui
- 2018: Anori
- 2020: Thin Ice
- 2022: Borgen – Macht und Ruhm
- 2022: Alanngut Killingaanni
- 2023: Ivalu
- 2024: True Detective